# 4736 Johnwood
4736 Johnwood è un asteroide della fascia principale. Scoperto nel 1983, presenta un'orbita caratterizzata da un semiasse maggiore pari a 1,9574055 au e da un'eccentricità di 0,1395248, inclinata di 21,96858° rispetto all'eclittica.
L'asteroide è dedicato al planetologo statunitense John A. Wood.